# Andrei Nikolajewitsch Kornejew
Andrei Nikolajewitsch Kornejew (russisch Андрей Николаевич Корнеев; * 10. Januar 1974 in Omsk; † 2. Mai 2014 in Moskau) war ein russischer Schwimmer. Er gewann bei Olympischen Spielen eine Bronzemedaille. Bei Weltmeisterschaften erkämpfte er einmal Silber auf der 25-Meter-Bahn. Bei Europameisterschaften erschwamm er drei Goldmedaillen, eine Silbermedaille und eine Bronzemedaille.

## Sportliche Karriere
Der 1,90 Meter große Andrei Kornejew war Spezialist im Brustschwimmen, er startete für ZSKA Moskau.
Bei den Europameisterschaften 1993 in Sheffield belegte Kornejew den fünften Platz über 100 Meter Brust. Über 200 Meter Brust wurde er Dritter mit einer Sekunde Rückstand auf den zweitplatzierten Ungarn Károly Güttler. Zwei Jahre später bei den Europameisterschaften 1995 in Wien schlug Kornejew über 100 Meter Brust als Dritter an hinter dem Belgier Frédérik Deburghgraeve und Károly Güttler. Über 200 Meter Brust drehte sich diese Reihung um, Kornejew siegte vor Güttler und Deburghgraeve. Vierter auf beiden Strecken wurde der Ungar Norbert Rózsa, der 1994 beide Weltmeistertitel gewonnen hatte. Die russische 4-mal-100-Meter-Lagenstaffel mit Wladimir Selkow, Andrei Kornejew, Denis Pankratov und Alexander Popow erschwamm den Titel mit fast drei Sekunden Vorsprung vor dem ungarischen Quartett.
1996 bei den Olympischen Spielen in Atlanta trat Kornejew nur über 200 Meter Brust an. Im Finale übernahm er die Führung, wurde aber auf der Schlussbahn zuerst von Norbert Rózsa und dann auch von Károly Güttler überholt. Vier Tage nach dem Rennen wurde Kornejew die Einnahme von Bromantan nachgewiesen und der viertplatzierte Brite Nick Gillingham erhielt die Bronzemedaille nachträglich. Kornejew sowie einige weitere überführte russische Sportler klagten gegen die Disqualifikationen vor dem Internationalen Sportgerichtshof, weil die Einnahme von Bromantan kein Doping sei. Dieser hob die Dopingstrafen auf und Kornejew erhielt seine Medaille wieder zuerkannt.
Im April 1997 bei den Kurzbahnweltmeisterschaften in Göteborg siegte Aleksandr Hukow aus Belarus über 200 Meter Brust mit drei Hundertstelsekunden Vorsprung vor Kornejew. Im August bei den Europameisterschaften in Sevilla gewann Hukow mit einer halben Sekunde Vorsprung vor Kornejew. Die Lagenstaffel mit Wladimir Selkow, Andrei Kornejew, Wladislaw Kulikow und Alexander Popow erreichte das Ziel anderthalb Sekunden vor den zweitplatzierten Deutschen.
Bei den Weltmeisterschaften 1998 in Perth belegte die russische Lagenstaffel mit Selkow, Kornejew, Denis Pimankow und Popow den sechsten Rang. Kornejew wurde über 100 Meter Brust als Dritter des B-Finales Elfter der Gesamtwertung. Danach konnte sich Kornejew nicht mehr für die Teilnahme an internationalen Meisterschaften qualifizieren und 2000 beendete er seine Karriere als Leistungssportler.
Kornejew starb im Alter von 40 Jahren an Magenkrebs.